# Neus Bartrán
Nieves Bartrán Milián, detta Neus (Barcellona, 24 gennaio 1952), è un'ex cestista spagnola.

## Carriera
Con la Spagna ha disputato quattro edizioni dei Campionati europei (1974, 1976, 1978, 1980).